# Philippe Delannoy
Pour les articles homonymes, voir Delannoy.
Pas d'image ? Cliquez ici

a Compétitions nationales et continentales officielles uniquement.

Dernière mise à jour le 7 mars 2013.
Philippe Delannoy, né le 10 mars 1972 à Trévoux, est un joueur français de rugby à XV qui évolue au poste de troisième ligne centre. Il joue l'essentiel de sa carrière avec le Lyon OU.

## Biographie
Philippe Delannoy joue avec le Lyon OU de 1991 à 1997 (groupe A, groupe B, division 2) puis de 2002 à 2007. Il exerce le métier de professeur d'EPS au collège Henri-Longchambon, situé 24 rue Stéphane Coignet à Lyon 8ème, et il joue avec le Viry-Châtillon RC. Il connaît une sélection avec les Barbarians français contre l'Australie en novembre 2004 au stade Jean-Bouin à Paris,. Les Baa-Baas s'inclinent 15 à 45.

## Palmarès
- Finaliste des barrages de Pro D2 en 2005[2]